# 斯坦德頓

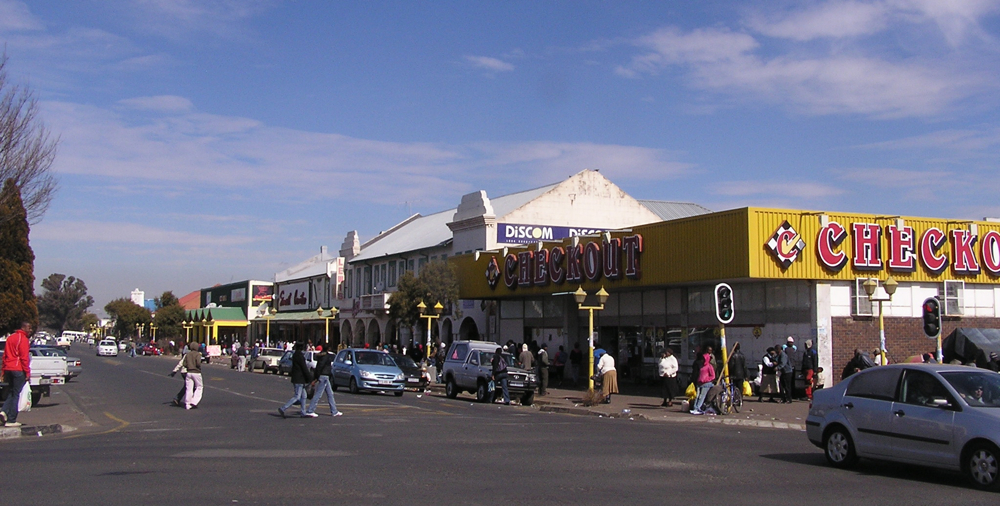

斯坦德頓是南非的城鎮，位於該國東北部，由普馬蘭加省負責管轄，始建於1878年12月14日，面積36.52平方公里，2001年人口23,291，人口密度每平方公里640人。

## 外部連結
- Standerton Information Site
- Interactive Standerton Website （页面存档备份，存于）
- Standerton Website （页面存档备份，存于）
- Local Standerton Website （页面存档备份，存于）
- Mayor on demolotion of Voortrekker Monument